# Cholesky-felbontás
A lineáris algebrában a Cholesky-felbontás a szimmetrikus, pozitív definit mátrixok felbontása alsó trianguláris mátrixok és azok konjugált transzponáltjainak szorzatává.
Ezt az eljárást André-Louis Cholesky francia matematikus fedezte fel a valós mátrixokhoz.
Az alsó trianguláris mátrix az eredeti pozitív definit mátrix Cholesky-háromszöge.
Hogyha ez alkalmazható, akkor a Cholesky-felbontás nagyjából kétszer eredményesebb a lineáris egyenletrendszerek megoldásánál, mint az LU felbontás.

## Definíció
Ha A-nak valós elemei vannak, és szimmetrikus (vagy általánosabban hermitikus) és pozitív definit, akkor A felbontható
{\displaystyle \mathbf {A} =\mathbf {L} \mathbf {L} ^{*},}
ahol L alsó trianguláris mátrix szigorúan pozitív főátlóbeli elemekkel, és L* a konjugált transzponáltja (más nevén adjungáltja, vagy Hermite-transzponáltja) L-nek.
Ez a Cholesky-felbontás.

## Állítások
A Cholesky-felbontás egyértelmű: adott egy hermitikus, pozitív definit A mátrix, csak egy alsó trianguláris L mátrix létezik, szigorúan pozitív főátlóbeli tagokkal, amivel A=LL*.
A fordított eset triviális: ha A felírható, mint LL*, valamely invertálható L (nem feltétlen alsó trianguláris) mátrixra, akkor A hermitikus és pozitív definit.
Azt a feltételt, hogy a diagonális szigorúan pozitív legyen, elhagyhatjuk, hogy kiterjesszük a felbontást pozitív definit esetre. Az állításban szerepel: a négyzetes A mátrixnak van Cholesky-felbontása, akkor és csak akkor, ha A hermitikus és pozitív szemidefinit.
A Cholesky-felbontás pozitív szemidefinit mátrixokra általában nem egyértelmű.
Speciális esetben az A szimmetrikus, pozitív definit mátrix valós elemekkel, feltehetjük, hogy L szintén valós elemekkel rendelkezik.

## Alkalmazás
A Cholesky-felbontást főleg az Ax = b alakú lineáris mátrixegyenletek numerikus megoldására használják. Ha az A mátrix szimmetrikus és pozitív definit, akkor Ax = b megoldható. A megoldás menete a következő:
- Első lépésként Cholesky-felbontással kiszámoljuk A = LLT mátrixegyenletben szereplő L-t,
- majd megoldjuk Ly = b-t y-ra,
- végül LTx = y-t x-re.

### Lineáris legkisebb négyzetek
A gyakorlatban gyakran fordulnak elő Ax = b alakú rendszerek, ahol A szimmetrikus és pozitív definit. Például a lineáris legkisebb négyzetek problémájában a normál egyenletek ilyen alakúak. A akár egy energiafüggvényből is származhat, így annak fizikai megfontolások miatt pozitívnak kell lennie. Ez gyakran fordul elő parciális differenciálegyenlet-rendszerek megoldásánál.

### Monte Carlo-szimuláció
A Cholesky-felbontást gyakran alkalmazzák a Monte Carlo-módszerben arra, hogy egymással korreláló változókat szimuláljanak. Alkalmazva ezt korreláló részvények vektorára, u előállít egy Lu vektort azokkal a kovarianciatulajdonságokkal, amivel a rendszert modellezzük.

## Számítása

### A Cholesky-algoritmus
A Cholesky-algoritmus lényegében a Gauss-elimináció módosított változata: arra használják, hogy kiszámolják a felbontott L mátrixot.
A rekurzív algoritmus i:=1-gyel indul és
{\displaystyle \mathbf {A} ^{(1)}:=\mathbf {A} .}
Az i-edik lépésnél a A(i) mátrix a következő:
{\displaystyle \mathbf {A} ^{(i)}={\begin{pmatrix}\mathbf {I} _{i-1}&0&0\\0&a_{i,i}&\mathbf {b} _{i}^{*}\\0&\mathbf {b} _{i}&\mathbf {B} ^{(i)}\end{pmatrix}},} ,
ahol Ii‒1 az i ‒ 1 dimenziójú egységmátrixot jelöli.
Ha most meghatározzuk az Li mátrixot
{\displaystyle \mathbf {L} _{i}:={\begin{pmatrix}\mathbf {I} _{i-1}&0&0\\0&{\sqrt {a_{i,i}}}&0\\0&{\frac {1}{\sqrt {a_{i,i}}}}\mathbf {b} _{i}&\mathbf {I} _{n-i}\end{pmatrix}},}
akkor felírhatjuk A(i) mátrixot, mint
{\displaystyle \mathbf {A} ^{(i)}=\mathbf {L} _{i}\mathbf {A} ^{(i+1)}\mathbf {L} _{i}^{*}}
ahol
{\displaystyle \mathbf {A} ^{(i+1)}={\begin{pmatrix}\mathbf {I} _{i-1}&0&0\\0&1&0\\0&0&\mathbf {B} ^{(i)}-{\frac {1}{a_{i,i}}}\mathbf {b} _{i}\mathbf {b} _{i}^{*}\end{pmatrix}}.}
Megjegyezzük, hogy bi bi* egy külső szorzat, ezért ezt az algoritmust külső szorzatos változatnak nevezik (Golub & Van Loan).
Ezt ismételjük i-re 1-től n-ig. Az n-edik lépés után A(n+1) = I eredményt kapjuk. Ezért az alsó trianguláris L mátrixra adódik:
{\displaystyle \mathbf {L} :=\mathbf {L} _{1}\mathbf {L} _{2}\dots \mathbf {L} _{n}.}

### A Cholesky–Banachiewicz- és a Cholesky–Crout-algoritmus
Ha kiírjuk az A = LL* mátrix-szorzást részleteiben, akkor:
{\displaystyle {\mathbf {A=LL^{T}} }={\begin{pmatrix}L_{11}&0&0\\L_{21}&L_{22}&0\\L_{31}&L_{32}&L_{33}\\\end{pmatrix}}{\begin{pmatrix}L_{11}&L_{21}&L_{31}\\0&L_{22}&L_{32}\\0&0&L_{33}\\\end{pmatrix}}={\begin{pmatrix}L_{11}^{2}&&(szimmetrikus)\\L_{21}L_{11}&L_{21}^{2}+L_{22}^{2}&\\L_{31}L_{11}&L_{31}L_{21}+L_{32}L_{22}&L_{31}^{2}+L_{32}^{2}+L_{33}^{2}\\\end{pmatrix}}}
Tehát a következő képleteket nyerjük a mátrix elemeire:
{\displaystyle L_{i,j}={\frac {1}{L_{j,j}}}\left(A_{i,j}-\sum _{k=1}^{j-1}L_{i,k}L_{j,k}\right),\qquad {\mbox{ahol }}i>j.}
{\displaystyle L_{i,i}={\sqrt {A_{i,i}-\sum _{k=1}^{i-1}L_{i,k}^{2}}}.}
A négyzetgyök alatti kifejezés mindig pozitív, ha A elemei a valós számok közül kerülnek ki és pozitív definit.
A komplex hermitikus mátrixokra a következők érvényesek:
{\displaystyle L_{i,j}={\frac {1}{L_{j,j}}}\left(A_{i,j}-\sum _{k=1}^{j-1}L_{i,k}L_{j,k}^{*}\right),\qquad {\mbox{ahol }}i>j.}
{\displaystyle L_{i,i}={\sqrt {A_{i,i}-\sum _{k=1}^{i-1}L_{i,k}L_{i,k}^{*}}}.}
Tehát ki tudjuk számítani az i-edik oszlop j-edik elemét, ha tudjuk a tőle balra és fölötte elhelyezkedő értékét. A számításra két különböző sorrendet szoktak követni.
- A Cholesky–Banachiewicz-algoritmus a bal felső sarokban kezdi a felbontást, és soronként halad.
- A Cholesky–Crout-algoritmus szintén a bal felső sarokban kezdődik, viszont oszloponként halad.

### A számítás stabilitása
A Cholesky-felbontás alkalmas lineáris egyenletrendszerek megoldására. Az LU felbontás numerikusan instabil módszer, hacsak nem pivot elemekkel *főelem-kiválasztással?* hajtjuk végre azt. A fellépő hibák a felbontandó mátrix ún. növekedési faktorától függenek, ami az esetek többségében alacsony értéket vesz fel. Ezzel szemben, ha a Cholesky-felbontással dolgozunk, kétszer olyan gyorsan haladhatunk, főleg, hogy nincs szükség pivot elemek kijelölésére *főelem-kiválasztásra?*.
Ezzel a módszerrel a hiba mindig kicsi lesz. Ha az Ax = b lineáris egyenletrendszerre y-t kaptunk megoldásnak, akkor a valódi gyöktől való eltérés leírható a következőképpen:
(A + E)y = b , ahol :{\displaystyle \|\mathbf {E} \|_{2}\leq c_{n}\varepsilon \|\mathbf {A} \|_{2}.}
Itt || ||2 a mátrix 2-norma cn egy n-től függő kis állandó, {\displaystyle \varepsilon } pedig a gépepszilon.
Egyetlen ismert hátránya van a Cholesky-felbontásnak: az algoritmus során négyzetgyököket kell számítani, viszont a kerekítési hibákból adódóan előfordulhat, hogy negatív számok kerülnek a gyök alá. Szerencsére ez a gond csak nagyon rosszul rendezett mátrixok esetén szokott fellépni.

#### A négyzetgyökvonás kikerülése
A felbontás egy másik módja:
{\displaystyle {\mathbf {A=LDL^{T}} }={\begin{pmatrix}1&0&0\\L_{21}&1&0\\L_{31}&L_{32}&1\\\end{pmatrix}}{\begin{pmatrix}D_{1}&0&0\\0&D_{2}&0\\0&0&D_{3}\\\end{pmatrix}}{\begin{pmatrix}1&L_{21}&L_{31}\\0&1&L_{32}\\0&0&1\\\end{pmatrix}}=}
{\displaystyle ={\begin{pmatrix}D_{1}&&(\mathrm {szimmetrikus} )\\L_{21}D_{1}&L_{21}^{2}D_{1}+D_{2}&\\L_{31}D_{1}&L_{31}L_{21}D_{1}+L_{32}D_{2}&L_{31}^{2}D_{1}+L_{32}^{2}D_{2}+D_{3}\\\end{pmatrix}}.}
Ebben a formában nincsen szükség négyzetgyökökre. Ha A pozitív definit, akkor D főátlóbeli elemei mind pozitívak. Ugyanakkor használható D helyett bármilyen négyzetes és szimmetrikus mátrix. A következő rekurzív formulákkal meghatározhatóak D és L tagjai:
{\displaystyle L_{ij}={\frac {1}{D_{j}}}\left(A_{ij}-\sum _{k=1}^{j-1}L_{ik}L_{jk}D_{k}\right),\qquad {\mbox{ahol }}i>j.}
{\displaystyle D_{i}=A_{ii}-\sum _{k=1}^{i-1}L_{ik}^{2}D_{k}}
Komplex hermitikus mátrixok esetén pedig a következők érvényesek:
{\displaystyle L_{ij}={\frac {1}{D_{j}}}\left(A_{ij}-\sum _{k=1}^{j-1}L_{ik}L_{jk}^{*}D_{k}\right),\qquad {\mbox{ahol }}i>j.}
{\displaystyle D_{i}=A_{ii}-\sum _{k=1}^{i-1}L_{ik}L_{ik}^{*}D_{k}}

## Pozitív szemidefinit mátrixok Cholesky-felbontása
Láthattuk, hogy minden pozitív definit mátrixnak van Cholesky-felbontása. A módszerünk kiterjeszthető (itt nem teljesen részletezett érveléssel) pozitív szemidefinitekre is. Sajnos ez esetben nem jutunk explicit numerikus algoritmusokhoz, amikkel végrehajtható a felbontás.
Ha A pozitív szemidefinit n×n-es mátrix, akkor az {Ak} = {A + (1/k)In} sorozat tagjai pozitív definitek. Továbbá
{\displaystyle \mathbf {A} _{k}\rightarrow \mathbf {A} \,}
az operátornorma esetén. Pozitív definit esetben minden Ak-nak van Cholesky-felbontása, Ak = LkLk*. Az operátornorma tulajdonságaiból adódóan:
{\displaystyle \|\mathbf {L} _{k}\|^{2}=\|\mathbf {L} _{k}\mathbf {L} _{k}^{*}\|=\|\mathbf {A} _{k}\|.}
Tehát {Lk} a Banach-tér operátorainak egy korlátos készlete, és relatív kompakt (mivel a vektortér dimenzióinak száma véges). Következésképp van konvergens sorozata, amit az {Lk} sorozat jelöl ki, és a határértéke L. Ha L a határértéke ennek a sorozatnak, akkor megmutatható, hogy ez az L alsó trianguláris nemnegatív diagonális elemekkel és A = LL*. Bármely x-re és y-ra:
{\displaystyle \langle \mathbf {A} x,y\rangle =\langle \lim \mathbf {A} _{k}x,y\rangle =\langle \lim \mathbf {L} _{k}\mathbf {L} _{k}^{*}x,y\rangle =\langle \mathbf {L} \mathbf {L} ^{*}x,y\rangle .}
Ebből A = LL*. Mivel a tárgyalt vektorterünk dimenzióinak száma véges, ezért minden topológia az operátorok terén ekvivalens.

## Általánosítás
A Cholesky-felbontás általánosítható akár nem véges mátrixokra is operátorok segítségével. Legyen {\displaystyle \{{\mathcal {H}}_{n}\}} a Hilbert-terek egy sorozata! Az operátormátrix
{\displaystyle \mathbf {A} ={\begin{bmatrix}\mathbf {A} _{11}&\mathbf {A} _{12}&\mathbf {A} _{13}&\;\\\mathbf {A} _{12}^{*}&\mathbf {A} _{22}&\mathbf {A} _{23}&\;\\\mathbf {A} _{13}^{*}&\mathbf {A} _{23}^{*}&\mathbf {A} _{33}&\;\\\;&\;&\;&\ddots \end{bmatrix}}}
úgy hat a direkt összegzésre, hogy
{\displaystyle {\mathcal {H}}=\oplus _{n}{\mathcal {H}}_{n},}
ahol bármely
{\displaystyle \mathbf {A} _{ij}:{\mathcal {H}}_{j}\rightarrow {\mathcal {H}}_{i}}
egy korlátos operátor. Ha A pozitív (szemidefinit) abban az értelemben, hogy minden véges k-ra és bármely {\displaystyle h\in \oplus _{n=1}^{k}{\mathcal {H}}_{k},}, akkor van olyan L operátormátrix úgy, hogy A = LL*.

### Online kalkulátor
- Online mátrix kalkulátor – Mátrixok internetes Cholesky-felbontás-számítója.